# Ivan Ivanovič di Russia

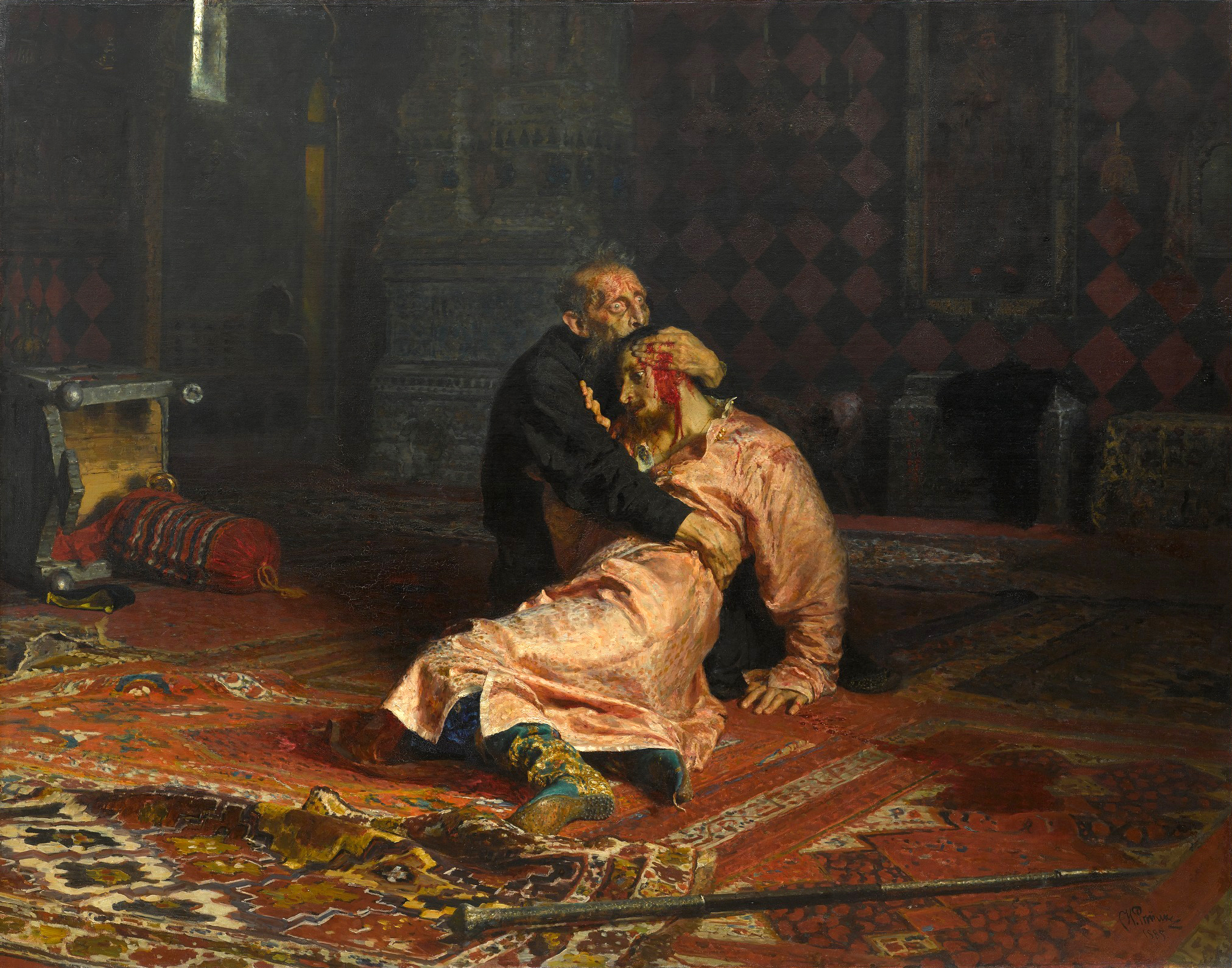
Ivan il Terribile e suo figlio Ivan il 16 novembre 1581, dipinto di Il'ja Repin

Ivan Ivanovič (in russo Иван Иванович?; Mosca, 28 marzo 1554 – Aleksandrov, 19 novembre 1581) è stato Zarevic, ossia l'erede designato al trono di Russia, essendo stato il secondo figlio maschio di Ivan il Terribile e della sua prima moglie Anastasija Romanovna Zachar'ina.

## Biografia
Il giovane Ivan sembrava crudele come il padre, avendolo accompagnato durante il Massacro di Novgorod, all'età di 15 anni. Per cinque settimane padre e figlio osservarono i saccheggi degli Opričniki con entusiasmo, ritirandosi poi in chiesa per pregare. Fu scritto inoltre che lo Zarevic salvò il padre da un tentativo di omicidio: un prigioniero livone chiamato Bykovskij avrebbe sguainato una spada contro Ivan il Terribile, ma fu subito accoltellato dal figlio.
Nel 1566 fu proposto un suo matrimonio con Virginia Eriksdotter, figlia del re Erik XIV di Svezia, ma la cosa non ebbe seguito. A 17 anni si fidanzò con Evdokija Saburova che però, a causa della sua sterilità, fu presto relegata in un convento da Ivan IV. Stessa sorte toccò alla sua seconda moglie, Paraskeva Solovaja.
I suoi impulsi sadici persistevano, e presiedeva di frequente alle torture dei prigionieri con suo padre. La sua terza moglie fu Elena Šeremeteva, che nel 1581 rimase incinta. Il rapporto di Ivan con il padre iniziò a guastarsi durante le ultime fasi della guerra di Livonia. Risentito con il padre per i suoi insuccessi militari, Ivan chiese che gli venisse affidato il comando di truppe per liberare Pskov sotto assedio.

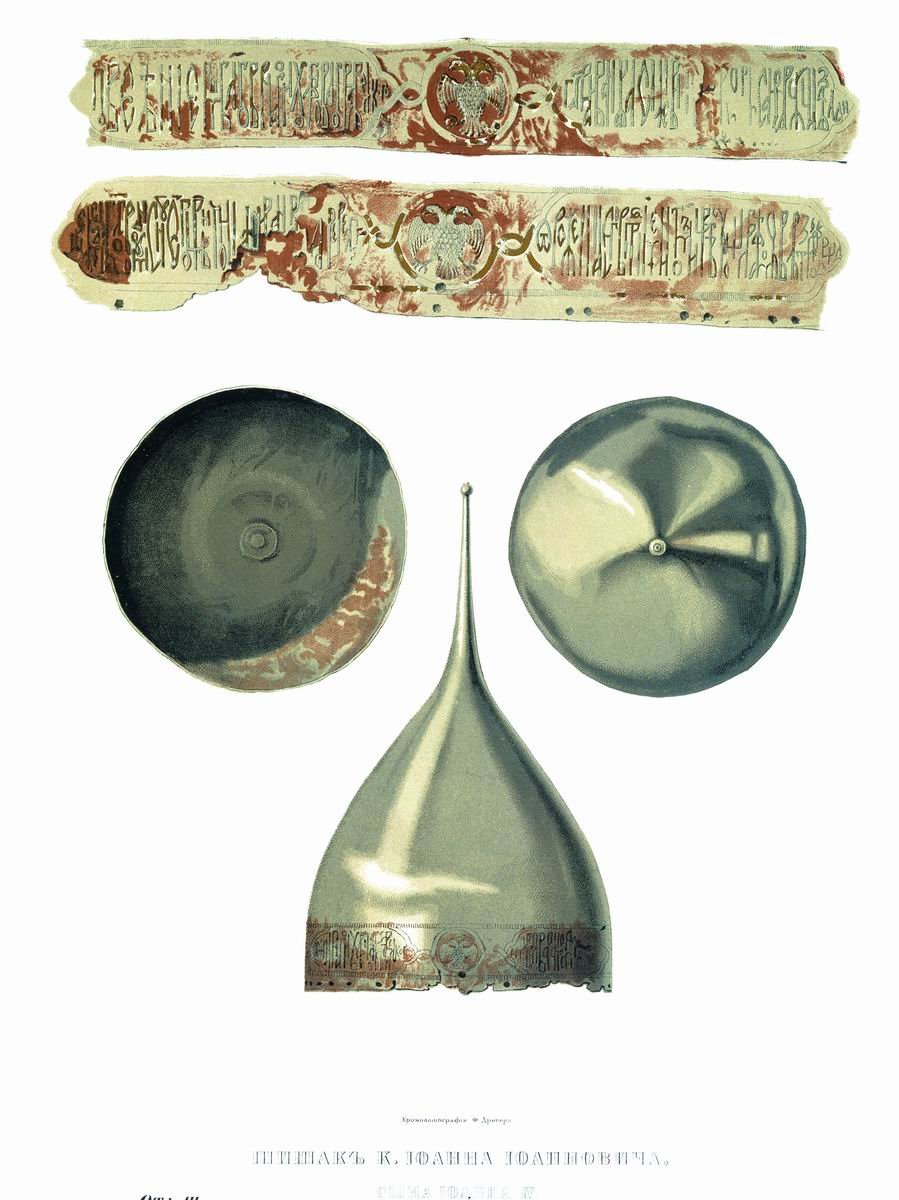
Elmo di Ivan Ivanovič, prima del 1557

Le cose peggiorarono ulteriormente il 15 novembre quando lo Zar, avendo visto sua nuora incinta vestita in maniera giudicata non conveniente, l'aggredì. Udendo le sue grida, lo Zarevic accorse in difesa della moglie, che tuttavia perse il bambino. La furiosa lite continuò, toccando anche le diverse idee sui fatti di Pskov, finché Ivan il Terribile colpì il figlio alla testa con lo scettro. Boris Godunov, presente alla scena, tentò di intervenire, ma invano. Il giovane Ivan stramazzò al suolo, semi incosciente e gravemente ferito alla tempia. Il padre allora si gettò su di lui disperato e imprecando contro sé stesso. Ivan figlio morì dopo pochi giorni di agonia, il 19 novembre 1581.

## Ascendenza
|                                 |                         |                                   | Genitori                        |  |  | Nonni |  |  | Bisnonni           |  |  | Trisnonni            |  |
|                                 |                         |                                   |                                 |  |  |       |  |  | Ivan III di Russia |  |  | Basilio II di Russia |  |
|                                 |                         |                                   |                                 |  |  |       |  |  | Ivan III di Russia |  |  | Basilio II di Russia |  |
|                                 |                         | Maria di Borovsk                  |                                 |  |  |       |  |  | Ivan III di Russia |  |  |                      |  |
| Basilio III di Russia           |                         |                                   |                                 |  |  |       |  |  | Ivan III di Russia |  |  |                      |  |
|                                 |                         | Sofia Paleologa                   | Tommaso Paleologo               |  |  |       |  |  |                    |  |  |                      |  |
|                                 |                         | Sofia Paleologa                   | Tommaso Paleologo               |  |  |       |  |  |                    |  |  |                      |  |
|                                 |                         | Sofia Paleologa                   | Caterina Zaccaria               |  |  |       |  |  |                    |  |  |                      |  |
| Ivan IV di Russia               |                         | Sofia Paleologa                   |                                 |  |  |       |  |  |                    |  |  |                      |  |
|                                 |                         | Principe Vasilij L'vovič Glinskij | Principe Lev Borisovič Glinskij |  |  |       |  |  |                    |  |  |                      |  |
|                                 |                         | Principe Vasilij L'vovič Glinskij | Principe Lev Borisovič Glinskij |  |  |       |  |  |                    |  |  |                      |  |
|                                 |                         | Principe Vasilij L'vovič Glinskij | …                               |  |  |       |  |  |                    |  |  |                      |  |
| Elena Vasil'evna Glinskaja      |                         | Principe Vasilij L'vovič Glinskij |                                 |  |  |       |  |  |                    |  |  |                      |  |
|                                 |                         | Ana Jakšić                        | Stefan Jakšić                   |  |  |       |  |  |                    |  |  |                      |  |
|                                 |                         | Ana Jakšić                        | Stefan Jakšić                   |  |  |       |  |  |                    |  |  |                      |  |
|                                 |                         | Ana Jakšić                        | Milica Belmužević               |  |  |       |  |  |                    |  |  |                      |  |
| Ivan Ivanovič di Russia         |                         | Ana Jakšić                        |                                 |  |  |       |  |  |                    |  |  |                      |  |
|                                 | Jurij Zacharevič Koškin | Zacharin Ivanovič Koškin          |                                 |  |  |       |  |  |                    |  |  |                      |  |
|                                 | Jurij Zacharevič Koškin | Zacharin Ivanovič Koškin          |                                 |  |  |       |  |  |                    |  |  |                      |  |
|                                 | Jurij Zacharevič Koškin | …                                 |                                 |  |  |       |  |  |                    |  |  |                      |  |
| Roman Jur'evič Zachar'in-Jur'ev | Jurij Zacharevič Koškin |                                   |                                 |  |  |       |  |  |                    |  |  |                      |  |
|                                 |                         | Irina Ivanovna Tučkova-Morozova   | Ivan Borisovič Tučkov-Morozov   |  |  |       |  |  |                    |  |  |                      |  |
|                                 |                         | Irina Ivanovna Tučkova-Morozova   | Ivan Borisovič Tučkov-Morozov   |  |  |       |  |  |                    |  |  |                      |  |
|                                 |                         | Irina Ivanovna Tučkova-Morozova   | …                               |  |  |       |  |  |                    |  |  |                      |  |
| Anastasija Romanovna Zachar'ina |                         | Irina Ivanovna Tučkova-Morozova   |                                 |  |  |       |  |  |                    |  |  |                      |  |
|                                 |                         | …                                 | …                               |  |  |       |  |  |                    |  |  |                      |  |
|                                 |                         | …                                 | …                               |  |  |       |  |  |                    |  |  |                      |  |
|                                 |                         | …                                 | …                               |  |  |       |  |  |                    |  |  |                      |  |
| Uliana Ivanovna                 |                         | …                                 |                                 |  |  |       |  |  |                    |  |  |                      |  |
|                                 |                         | …                                 | …                               |  |  |       |  |  |                    |  |  |                      |  |
|                                 |                         | …                                 | …                               |  |  |       |  |  |                    |  |  |                      |  |
|                                 |                         | …                                 | …                               |  |  |       |  |  |                    |  |  |                      |  |
|                                 |                         | …                                 |                                 |  |  |       |  |  |                    |  |  |                      |  |